# 深水埗東
深水埗東（英語：Sham Shui Po East，代號F2）是香港深水埗區議會下轄的選區，2023年設立，定為雙議席選區。

## 範圍
現時選區包括深水埗、石硤尾、大窩坪及又一村，南達界限街，東至東鐵線，北達尖山、筆架山，西至東京街附近，與其接壤的選區有深水埗西、油尖旺區議會的油尖旺北選區、九龍城區議會的九龍城北選區、沙田區議會的沙田西選區以及葵青區議會的葵涌東選區。
投票站設有十五個，分別位於福榮街官立小學、深水埗區議會保良局石硤尾社區服務中心、石硤尾社區會堂、香港聖公會聖多馬堂、深水埗街坊福利事務促進會、寶血會嘉靈小學、南昌社區中心、九龍工業學校、長沙灣社區中心、澤安邨富澤樓、嗇色園主辦可澤耆英鄰舍中心、白田社區會堂、聖母玫瑰書院、大坑東社區中心、聖方濟愛德小學。

## 沿革
在2023年香港選舉改革後，區議會所有單議席選區取消，深水埗區定為兩個雙議席選區，共選出四席民選議員。深水埗東選區由原有單議席的長沙灣、南昌北、石硤尾、南昌東、南昌南、南昌中、南昌西、麗閣、李鄭屋、龍坪及上白田、下白田、又一村、南山、大坑東及大坑西選區合併而成。
2023年區議會選舉，估算人口有212,957人，選民有109,668人，吸引到四人參選。

## 歷屆議員
| 選區名稱 | 屆別           | 議員   | 政治聯繫 | 政治聯繫 | 議員   | 政治聯繫 | 政治聯繫 |
| -------- | -------------- | ------ | -------- | -------- | ------ | -------- | -------- |
| 深水埗東 | 2024年－2027年 | 林偉文 |          | 民建聯   | 陳國偉 |          | 經民聯   |

## 歷屆選舉結果
| 政党   | 政党             | 候选人    | 票数   | %      | ± |
| ------ | ---------------- | --------- | ------ | ------ | - |
|        | 港九勞工社團聯會 | ①. 張瑩瑩 | 5,961  | 20.98% |   |
|        | 獨立             | ②. 李頴彰 | 5,041  | 17.74% |   |
|        | 民建聯           | ③. 林偉文 | 10,529 | 37.06% |   |
|        | 經民聯           | ④. 陳國偉 | 6,879  | 24.21% |   |
| 多数票 | 多数票           | 多数票    | 918    | 3.23%  |   |

## 資料來源
1. ↑   (PDF).   [2023年8月23日]. （原始内容 (PDF)存档于2023年10月20日） （繁体中文）.
2. ↑   (PDF).   [2023年11月27日].
3. ↑   (PDF). 選舉管理委員會. 2023-07-11  [2023-08-23]. （原始内容存档 (PDF)于2023-10-14）.
4. ↑   (PDF).   [2023-11-17]. （原始内容存档 (PDF)于2023-11-16）.
5. ↑   (PDF).   [2023-08-23]. （原始内容存档 (PDF)于2023-10-20）.
6. ↑   (PDF).   [2023-11-17]. （原始内容存档 (PDF)于2023-12-05）.